# 神戸女子大学

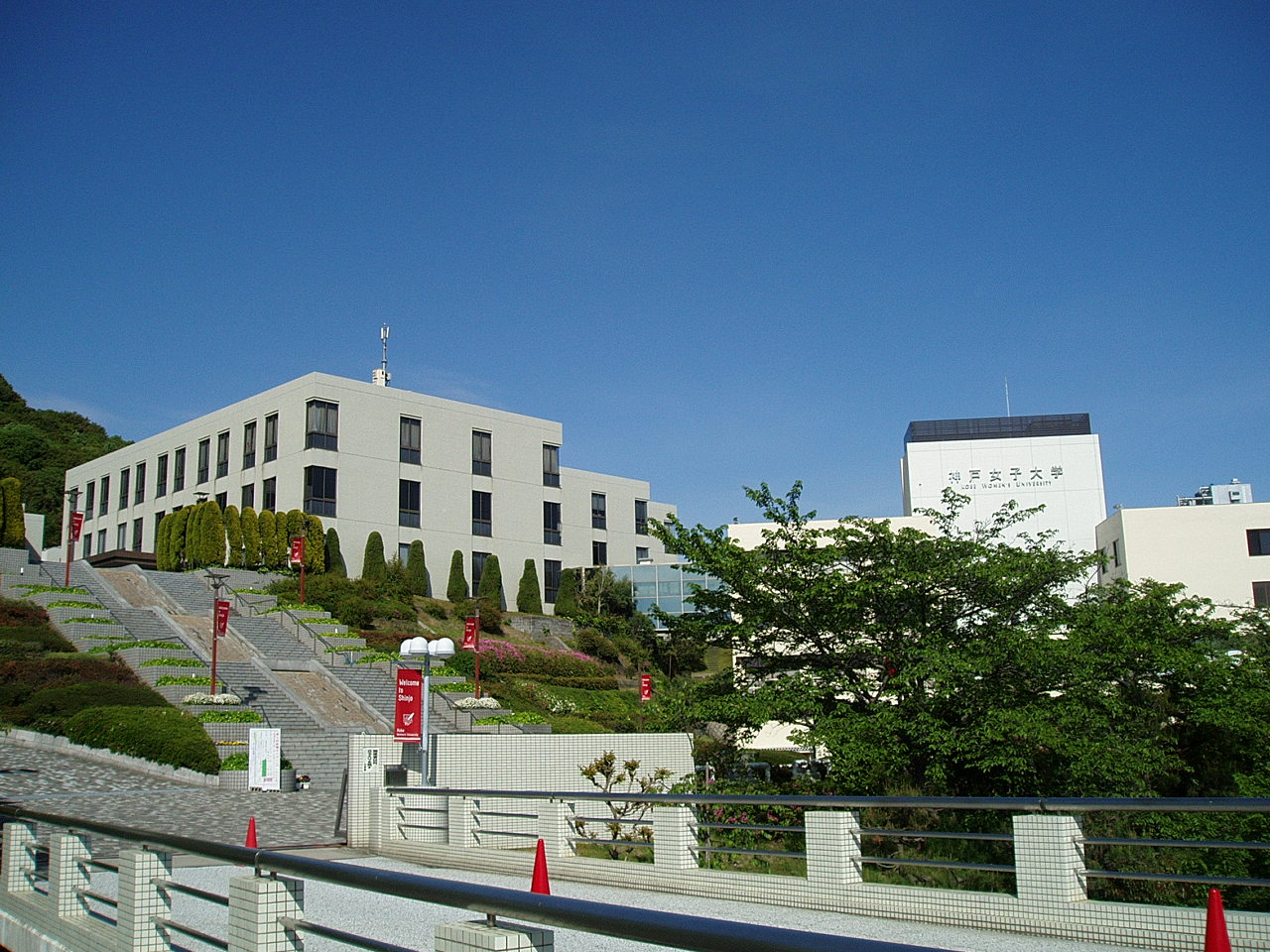
須磨キャンパス

神戸女子大学（こうべじょしだいがく、英語: Kobe Women's University）は、兵庫県神戸市中央区港島中町4丁目7-2に本部を置く日本の私立大学。1940年創立、1966年大学設置。略称は神女（しんじょ）。

## 概観

### 建学精神
民主的で文化的な国家を建設して、世界の平和と人類の福祉に貢献しようとする有為な女性を育成する。人格の完成をめざし、平和な国家及び社会の貢献者として、真理と正義を愛し、個人の価値を尊び勤労と責任を重んじ、自主的精神に充ちた、心身ともに健康な国民の育成に力を尽くすことである。
教育目標は、「自立心・対話力・創造性」を培うことである。自立心に富み、対話力と創造性に優れ、人類社会の発展に貢献する女性の育成をめざす。

## 沿革

### 年表
- 戦時中の昭和15年（1940年）11月に行吉哉女により神戸市葺合区（現中央区）に新装女学院が設立される。
- 1946年（昭和21年）9月 - 財団法人神戸新装女学院に組織変更
- 1950年（昭和25年）4月 - 神戸女子短期大学開学。服装科を設置
- 1951年（昭和26年）2月 - 学校法人行吉学園に組織変更
- 1966年（昭和41年）4月 - 神戸女子大学開学。家政学部家政学科を設置
- 1967年（昭和42年）4月 - 家政学部家政学科に栄養課程を開設（厚生省より栄養士養成施設として指定）
- 1968年（昭和43年）4月 - 家政学部家政学科に管理栄養士養成課程を開設（厚生省より管理栄養士養成課程として指定）
- 1969年（昭和44年）4月 - 文学部文学科国文学専攻、文学科英文学専攻、史学科、教育学科を設置
- 1973年（昭和48年）4月 - 神戸女子大学附属高倉台幼稚園開園
- 1979年（昭和54年）1月 - 理事長・学園長の行吉国晴が逝去。教育・文化・芸術の功労者として正五位に叙せられ勲三等瑞宝章を受章
- 1983年（昭和58年） - 州立ハワイ大学と姉妹校提携が成立。 学寮「天神寮」が完成する
- 1984年（昭和59年）4月 - 大学院家政学研究科食物栄養専攻（修士課程）を設置
- 1986年（昭和61年）4月 - 大学院文学研究科日本文学専攻、英文学専攻、日本史学専攻（修士課程）を設置
- 1987年（昭和62年）4月 - 大学院文学研究科教育学専攻（修士課程）を設置
- 1989年（平成元年）4月 - 大学院家政学研究科食物栄養専攻に、文学研究科教育学専攻に博士後期課程を設置（従前の修士課程を博士前期課程とする）。神戸女子大学瀬戸短期大学を開学
- 1990年（平成2年） - 米国ハワイ州（ホノルル・ヤングストリート）にセミナーハウスを購入。行吉学園創立50周年記念式典をワールド記念ホールで挙行
- 1991年（平成3年）4月 - 大学院文学研究科日本史学専攻に博士後期課程を設置（従前の修士課程を博士前期課程とする）
- 1992年（平成4年）4月 - 法人本部及び神戸女子短期大学をポートアイランドへ移転。大学院文学研究科英文学専攻に博士後期課程を設置（従前の修士課程を博士前期課程とする）
- 1993年（平成5年）4月 - 大学院文学研究科日本文学専攻に博士後期課程を設置（従前の修士課程を博士前期課程とする）
- 1994年（平成6年） - 理事長行吉哉女が勲三等宝冠章を受章
- 1995年（平成7年）4月 - 大学院家政学研究科生活造形学専攻（修士課程）を設置
- 1996年（平成8年）4月 - 文学部に社会福祉学科を設置。神戸新装学院を廃止
- 1997年（平成9年）4月 - 大学院家政学研究科生活造形学専攻に博士後期課程を設置（従前の修士課程を博士前期課程とする）
- 2000年（平成12年） - 学園創立60周年記念式典をホテルオークラ神戸で挙行
- 2001年（平成13年）4月 - 古典芸能研究センターを設置
- 2003年（平成15年）4月 - 学校教育学専攻科を設置
- 2004年（平成16年）
  - 4月 - 家政学部家政学科栄養課程を募集停止
  - 5月 - 神戸女子大学瀬戸短期大学の廃止認可
- 2005年（平成17年） - 神戸女子大学H館、キャリアサポートセンターを新築。 岡山瀬戸セミナーハウスを瀬戸町へ寄付
- 2006年（平成18年）
  - 4月 - 文学部の文学科国文学専攻が日本語日本文学科に、文学科英文学専攻が英語英米文学科、社会福祉学科を健康福祉学部健康福祉学科に改組。文学部に神戸国際教養学科を設置
  - 月不明 - 神戸市中央区に神戸女子大学ポートアイランドキャンパスが完成.全国初となるキャンパス・パーク連携（CP連携）を神戸女子大学と神戸市立須磨離宮公園が締結
- 2009年（平成21年）4月 - 健康福祉学部の健康福祉学科を社会福祉学科に改称。健康福祉学部に健康スポーツ栄養学科を設置
- 2010年（平成22年） - ポートアイランドキャンパスに体育館であるE館を新築
- 2011年（平成23年）4月 - 社会福祉法人神女きずな会を設立し、神女中山手保育園を開園
- 2015年（平成27年）4月 - 看護学部看護学科を設置。看護学科用のF館をポートアイランドキャンパスに新築
- 2016年（平成28年）4月 - 大学院健康栄養学研究科健康栄養学専攻（修士課程）を設置
- 2018年（平成30年）4月 - 文学部の神戸国際教養学科を国際教養学科に名称変更
- 2019年（平成31年）4月 - 大学院看護学研究科看護学専攻（博士前期課程・博士後期課程）を設置
- 2021年（令和3年）3月 - 神戸女子大学附属高倉台幼稚園を幼稚園から幼保連携型認定こども園へ移行
- 2022年（令和4年）4月 - 心理学部心理学科を設置。
- 2025年（令和7年）4月 - 教育学部教育学科を設置。

## 教育および研究

### 組織

#### 学部
- 文学部
  - 日本語日本文学科
  - 英語英米文学科
  - 国際教養学科
  - 史学科
  - 教育学科
- 教育学部　
  - 教育学科
- 家政学部
  - 家政学科
  - 管理栄養士養成課程
- 健康福祉学部
  - 社会福祉学科
  - 健康スポーツ栄養学科
- 看護学部
  - 看護学科
- 心理学部
  - 心理学科

#### 研究科
- 家政学研究科
  - 食物栄養学専攻（博士前期課程・博士後期課程）
  - 生活造形学専攻（博士前期課程・博士後期課程）

- 文学研究科
  - 日本文学専攻（博士前期課程・博士後期課程）
  - 英文学専攻（博士前期課程・博士後期課程）
  - 日本史学専攻（博士前期課程・博士後期課程）
  - 教育学専攻（博士前期課程・博士後期課程）

- 健康栄養学研究科
  - 健康栄養学専攻（修士課程）

- 看護学研究科
  - 看護学専攻（博士前期課程・博士後期課程）

#### 専攻科
- 専攻科
  - 学校教育学専攻

## 学生生活

### ローズフェスタ
神戸女子大学と須磨離宮公園とのキャンパス・パーク連携に基づき、2007年から毎年、薔薇の時期に須磨離宮公園で開催されている大きな野外音楽イベント。ステージ出演者は、主に神戸女子大学の学生たちのみで構成され、手作りパンの無料配布、管弦楽ライブ、ダンス、手話ステージ、ハワイアンライブ、琴、ウクレレ、バイオリン演奏、学生手作りのファッションショー企画などがおこなわれ、毎年、大きな盛り上がりを見せている。

### 西瓜祭
毎年、7月の夏季休業前には、神戸女子大学恒例の西瓜祭が行われる。キャンパスにある噴水前で、調理台を並べてまな板を持ち出して、教職員がスイカを切り、お盆に入れて、学生達に配られるのである。元々は、学生が思い思いの絵を西瓜祭の為に描き、噴水の周りに並べて、学長が包丁をとって、実家を離れた学生が夏休みに帰っていく前に、学生の無事を祈るとともに、全員の心が一つになることを願いながら行われている。

### スポーツ大会
学友会の体育局が中心となり、毎年、6月下旬の終日を使って催される。クラス対抗や、教職員、クラブ・同好会などの対戦が行われる。種目はレクリエーションのようなゲーム感覚の競技や、大縄、ドッチビーなどが開催されている。年ごとに異なる。

### 学園祭

#### コスモス祭
須磨キャンパスで行われる学園祭で、野外ステージにおいて演奏される、神戸女子大学管弦楽団によるファンファーレによって開始される。1989年の第19回大学祭より、名称がコスモス祭となり、現在に続いている。日頃の課外活動・ゼミでの成果を、研究発表・展示・模擬店・バザーの形で紹介している。大学の教職員も研究発表や展示に参加している。シンポジウムやファッションショー、野外ステージなどでのイベント、著名人を招いてのトークショーやコンサートが開かれる。

#### PI神女祭り
ポートアイランドキャンパスで行われる学園祭。

## 大学関係者と組織

### 大学関係者一覧
- 神戸女子大学の人物一覧

## 対外関係

### 他大学との協定

#### 国際・学術交流等協定校
- ハワイ大学（アメリカ・ハワイ州）
- ピッツァー大学（アメリカ・カリフォルニア州）
- 高麗大学校（韓国・ソウル特別市）
- 華南師範大学（中国・広東省・広州市）
- 西安工程大学（中国・陝西省・）
- ガジャ・マダ大学（インドネシア・ジョグジャカルタ特別州）
- ケント大学（イギリス・イングランド・ケント州・カンタベリー）
- フライブルク大学（ドイツ・バーデン＝ヴュルテンベルク州・フライブルク・イム・ブライスガウ）
- オークランド工科大学（ニュージーランド・北島・オークランド）

## Wiki関係他プロジェクトリンク
- ウィキメディア・コモンズ (Wikimedia Commons)
  - 神戸女子大学